# سینترولیوم
سینترولیوم (انگلیسی: Syntroleum) شرکت مهندسی نفت آمریکایی است، که در سال ۱۹۸۴ تأسیس شد.